# Glover Island
Glover Island – wyspa na jeziorze Grand Lake, na wyspie Nowa Fundlandia w Kanadzie. Ma 30 mil (48 km) długości i około 2 mile (3,2 km) szerokości. Zajmuje powierzchnię 192 km2 i jest 18. pod względem powierzchni wyspą na świecie położoną na jeziorze. Wyspa jest niezamieszkana. Na wyspie rosną lasy świerku czarnego oraz jodły balsamicznej. W 2011 roku rozpoczęto projekt mający na celu eksplorację zasobów mineralnych wyspy.